# Orden Shah Ismail
Orden Shah Ismail (en azerí: Şah İsmayıl ordeni) es la más alta condecoración militar de Azerbaiyán y presentada por el comandante general y presidente de la República de Azerbaiyán.

## Estatus
La orden Shah Ismail fue establecida por el Decreto N.º. 755 del presidente de Azerbaiyán, Heydər Əliyev y ratificada por Asamblea Nacional de la República de Azerbaiyán el 6 de diciembre de 1993. La orden es dada a los oficiales de alto rango de Fuerzas Armadas de Azerbaiyán por estas contribuciones siguientes:
- contribuciones especiales en la organización de desarrollo y fortalecimiento de Fuerzas Armadas de Azerbaiyán;

- grandes méritos en la defense de la integridad territorial de República de Azerbaiyán;

- coraje distinguido en el ejército;

- contribuciones especiales en eliminar situaciones de emergencia en el país.

La orden está clavada en el lado izquierdo del cofre. Si hay otras órdenes o medallas, debe clavar después de Orden Istiglal.

## Descripción
La orden Shah Ismail está compuesta por dos capas. La capa inferior de plata tiene la forma de estrella de ocho puntas. La capa superior más pequeña es de oro con la imagen de grabada de Shah Ismail. En la parte posterior de la orden hay número de orden grabado y palabra “Şah İsmayıl”.